# Climério Ferreira
Climério de Sousa Ferreira (Angical do Piauí, 27 de março de 1943) é um jornalista, professor, poeta e compositor brasileiro. É membro da Academia Piauiense de Letras.
Autor de numerosas canções de sucesso na música brasileira, é irmão dos também compositores Clésio e Clodo.

## Biografia
Natural de Angical do Piauí, mudou-se para Brasília no início da década de 1960, exercendo forte influência em sua cena cultural. Formou-se em Jornalismo pela Universidade de Brasília, onde lecionou posteriormente.
É autor de mais de 100 composições gravadas por intérpretes como Dominguinhos, Belchior, Tim Maia, Milton Nascimento, Amelinha, Ednardo, Fagner, Elba Ramalho, Guadalupe, Fernanda Takai, entre outros.
Foi pesquisador do Instituto Nacional de Pesquisas Espaciais (INPE), em São José dos Campos. Fez estudos de pós-graduação também no Canadá. Em 1992, aposentou-se como professor da Faculdade de Comunicação da UnB.
Em abril de 2022, foi eleito para a Academia Piauiense de Letras.

## Discografia
- São Piauí (Clodo, Climério e Clésio, RCA Victor, 1977);
- Chapada do Corisco (Clodo, Climério e Clésio, CBS, 1979);
- Ferreira (Clodo, Climério e Clésio, RCA Victor, 1981);
- A Profissão do Sonho (Clodo, Climério e Clésio, Disco Independente);
- Clodo, Climério e Clésio (Disco Independente, 1991);
- Afinidades (Som da Terra, 1993);
- Tiro Certeiro (Clodo, Climério e Clésio, Trombone Cultural);
- Canção do Amor Tranquilo (1995);
- Climério Ferreira (Discoteca, 2001).

## Livros publicados
- Memórias do Bar do Pedro e outras canções (1975);
- Canto do Retiro (1977);
- A Gente e a Pantasma da Gente (1978);
- Alguns Pensames (1979);
- Essa Gente (1980);
- Artesanato Existencial (1998);
- Pretéritas Canções (2006);
- Memorial de Mim (2007);
- Da Poética Candanga (2010);
- Poesia Mínima & Frases Amenas (2011);
- Poesia de Quinta (2017);
- O Destino Azul das Estrelas (2018);
- Poesia Sem Anestesia (2019);
- Canções de Amor & Desespero (2021);
- A Música Imóvel do Tempo (2022).